# William Herbert (officier)
Pour les articles homonymes, voir William Herbert et Herbert.
William Herbert (c. 1696 - 31 mars 1757) est un officier de l'armée britannique et un homme politique. Il est le cinquième fils de Thomas Herbert (8e comte de Pembroke) de son épouse Margaret, fille de Robert Sawyer de Highclere.

## Biographie
Il entre dans l'armée le 1er mai 1722 avec une commission de lieutenant dans la 1re troupe de gardes du corps,. En 1734, il est élu au Parlement pour le siège contrôlé par sa famille à Wilton : il représente la circonscription électorale jusqu'à la fin de ses jours, soutenant le gouvernement. Le 15 décembre 1738, il est promu capitaine du Grenadier Guards, avec le grade de lieutenant-colonel et en 1740, il est nommé valet à la chambre du roi et payeur de la garnison de Gibraltar, fonctions qu'il occupe jusqu'à sa mort.
En 1745, il est nommé aide de camp du roi, avec un brevet de colonel, et en février 1747, il est fait colonel du 6e régiment de marines. Le 1er décembre 1747, il passe colonel du 14e Régiment d'infanterie et le 27 janvier 1753 au 2e Dragoon Guards. Il est promu major-général en 1755.
William Herbert se marie avant 1741 avec Catherine Elizabeth Tewes, d'Aix-la-Chapelle. Ils ont cinq enfants (trois fils et deux filles),, dont Henry Herbert (1er comte de Carnarvon).